# Tour d'Abou Dabi
Pour les articles homonymes, voir Abou Dabi.
Le Tour d'Abou Dabi, en anglais Abu Dhabi Tour, est une course cycliste par étapes organisée aux Émirats arabes unis de 2015 à 2018. En 2015 et 2016, elle est disputée en octobre et fait partie de l'UCI Asia Tour en catégorie 2.1. La course intègre le calendrier UCI World Tour en 2017 et elle est déplacée en février.
En 2019, l'épreuve fusionne avec le Dubaï Tour, pour former l'UAE Tour qui devient une course de l'UCI World Tour.

## Palmarès
| Année | Vainqueur          | Deuxième        | Troisième          |
| ----- | ------------------ | --------------- | ------------------ |
| 2015  | Esteban Chaves     | Fabio Aru       | Wout Poels         |
| 2016  | Tanel Kangert      | Nicolas Roche   | Diego Ulissi       |
| 2017  | Rui Costa          | Ilnur Zakarin   | Tom Dumoulin       |
| 2018  | Alejandro Valverde | Wilco Kelderman | Miguel Ángel López |